# Туэллмен, Тейлор
Тейлор Тимоти Туэллмен (англ. Taylor Timothy Twellman; родился 29 февраля 1980 года в городе Миннеаполис, США) — американский футболист, нападающий известный по выступлениям за «Нью-Инглэнд Революшн» и сборной США.
Отец Тейлора Тим и дяди Стив и Майк также были футболистами, а его брат Джеймс выступал за «Сан-Хосе Эртквейкс». Дед Тейлора был профессиональным бейсболистом.
После окончания карьеры работает футбольным аналитиком на канале ESPN.

## Клубная карьера

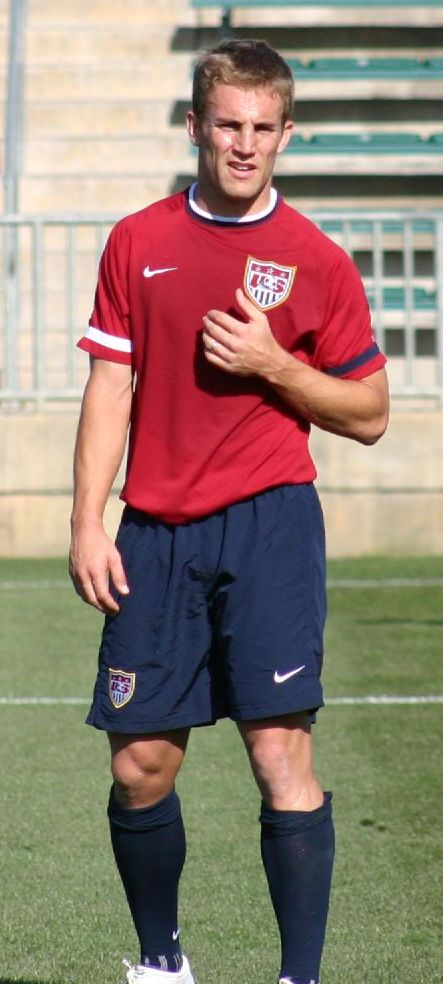
Туэллмен на тренировке сборной США

Тейлор учился в средней школе при Университете Сент-Луиса, где занимался американским футболом, баскетболом, бейсболом и футболом. Ему даже предлагал контракт бейсбольный клуб «Канзас-Сити Роялс», но Туэллмен выбрал футбол. В 1998 году он начал выступать за команду «Мэррилэнд Террапинс».
В 1999 году Тейлор перешёл в немецкий клуб «Мюнхен 1860». Он не смог пробиться в основной состав, выступая за резервную команду и после двух сезонов вернулся в США. В 2002 году Туэллмен заключил контракт с «Нью-Инглэнд Революшн». В первом же сезоне стал футболистом основы и зарекомендовал себя, как один из лучших футболистов MLS. В сезоне 2003 года Тейлор несмотря на травмы забил 15 мячей и стал вторым в списке бомбардиром.
В 2005 году Туэллмен забил 17 мячей и стал лучшим бомбардиром лиги, а также был признан самым ценным футболистом. В начале 2007 года норвежский «Одд Гренланд» предлагал за него 1,2 млн долларов, но «Революшн» отклонил предложение. В феврале того же года Тейлор продлил свой контракт на 4 года. В 2007 году Туэллмен помог клубу выиграть Кубок Ламара Ханта, а также дойти до финала Кубка MLS.
В январе 2008 года английский «Престон Норт Энд» предлагал за Тейлора 2,5 млн долларов, но «Революшн» отклонил предложение вопреки желанию футболиста. В том же году он помог команде добиться победы в Североамериканской суперлиге. Вторую половину сезона и большую часть сезона 2009 Туэллмен пропустил из-за травмы. Он получил серьёзную травму шеи и сотрясение мозга. В конце сезона 2010 года он объявил об окончании карьеры из-за травмы головы. Тейлор согласился пожертвовать свой мозг науке после своей смерти, чтобы помочь науке разработать средство по борьбе с такими травмами.

## Международная карьера
В 1999 году Тейлор принимал участие в молодёжном чемпионате мира. На турнире он забил четыре гола в поединках против сборных Камеруна и Испании.
17 ноября 2002 года в товарищеском матче против сборной Сальвадора Твеллмэн дебютировал за сборную США. В 2003 году Тейлор в составе национальной команды принял участие в Кубке Конфедераций. На турнире он сыграл в матчах против сборных Турции и Бразилии. В 2007 году Твеллмэн выиграл Золотой кубок КОНКАКАФ в составе сборной США. На турнире он принял участие во всех матчах, а также забил гол в ворота сборной Сальвадора. В том же году Тейлор выступал на Кубке Америки.

## Достижения
Командные
«Нью-Инглэнд Революшн»
- Североамериканская суперлига — 2008
- Обладатель Кубка Ламара Ханта — 2007

Международные
США
- Золотой кубок КОНКАКАФ — 2007

Индивидуальные
- Самый ценный игрок MLS — 2005
- Лучший бомбардир MLS — 2005